# Junior Eurovision Song Contest 2013
Der 11. Junior Eurovision Song Contest fand am 30. November 2013 im Palast Ukrajina in der ukrainischen Hauptstadt Kiew statt.
Als Siegerin ging Gaia Cauchi aus Malta hervor, ihr Titel The Start erhielt die meisten Punkte und landete vor der gastgebenden Ukraine. Malta war nach zweijähriger Pause zum JESC zurückgekehrt.

## Teilnehmer

Teilnehmer im Jahr 2013
Länder, die in der Vergangenheit teilgenommen haben, jedoch nicht 2013

Kiew war nach 2009 das zweite Mal Ausrichter des Events. Im Vorjahr 2012 hatte Anastassija Petryk mit Nebo (deutsch „Himmel“) gewonnen, was jedoch im Gegensatz zum Erwachsenen-Wettbewerb kein Grund für die Austragung war. Die Ukraine hatte sich gemeinsam mit anderen Staaten um die Austragung bewerben müssen. Trotzdem war dies das zweite Mal nach 2011, dass der Wettbewerb im Land des Vorjahressiegers stattfand. Wie schon 2012 nahmen nur 12 Länder teil, was erneut einen Negativrekord bedeutete.
Lange Zeit war nicht sicher, ob der Wettbewerb überhaupt stattfinden kann, da sich ursprünglich weitaus weniger als zwölf Länder angemeldet hatten. Die EBU verschob die Deadline mehrmals und sah keine andere Möglichkeit außer direkten Gesprächen mit ehemaligen Teilnehmern. Dadurch konnte man Malta und Mazedonien zu einer Rückkehr bewegen.
Hinzu kamen noch Aserbaidschan und Moldawien, die zuerst absagen wollten, dann aber doch weiterhin teilnehmen wollten. Zuletzt konnte man durch eine Ausnahmeregelung San Marino die erste Teilnahme ermöglichen, das nicht nur Einwohner San Marinos, sondern auch italienische Künstler nominieren darf. Zypern kündigte zuerst seine Teilnahme an und bestimmte sogar einen Vertreter. Schließlich konnte CyBC aber doch nicht teilnehmen. Somit kam man letztlich doch auf nur zwölf Teilnehmer.

## Regelwerk
In diesem Jahr wurden zur Einleitung des zweiten Jahrzehnts des Junior Eurovision Song Contests einige Regeländerungen vorgenommen. Lieder dürfen von nun an 3:00 Minuten lang sein, vorher war 2:45 Minuten die maximale Länge.
Außerdem wurde die Startreihenfolge nicht mehr von den Produzenten bestimmt, sondern von den Teilnehmern am Montag vor der Show selbst ausgelost.
Hinzu kam die Neuerung, dass die Punkteansager in der Halle auf der Bühne standen und nicht in einem Studio des jeweiligen Senders. Dies wurde aufgrund der hohen Kosten für die zwölf Satellitenverbindungen geändert.
| Platz | Startnr. | Land           | Sprache                     | Interpret        | Lied | Übersetzung               | Punkte |
| ----- | -------- | -------------- | --------------------------- | ---------------- | --- | ------------------------- | ------ |
| 01.   | 11       | Malta          | Englisch                    | Gaia Cauchi      | The Start M: Gaia Cauchi, Elton Zarb, Gillian Attard; T: Gaia Cauchi, Matt Muxu                                          | Der Anfang                | 130    |
| 02.   | 06       | Ukraine        | Ukrainisch, Englisch        | Sofija Tarassowa | We Are One M: Sofija Tarassowa, Michael Nekrasov; T: Sofija Tarassowa, Jewgeni Matjuschenko                              | Wir sind eins             | 121    |
| 03.   | 07       | Belarus        | Russisch                    | Ilja Volkow      | Poy so mnoy (Пой со мной) M: Ilya Volkov, Valery Shmat; T: Ilya Volkov                                                   | Sing mit mir              | 108    |
| 04.   | 12       | Russland       | Russisch                    | Dajana Kirillowa | Metschtai (Мечтай) M/T: Dajana Kirillowa                                                                                 | Träume!                   | 106    |
| 05.   | 09       | Georgien       | Georgisch, Englisch         | Smile Shop       | Give Me Your Smile M: Giorgi Kukhianidze; T: Giorgi Kukhianidze & "Smile Shop"                                           | Gib mir dein Lächeln      | 91     |
| 06.   | 03       | Armenien       | Armenisch, Englisch         | Monika Awanesjan | Choco Fabric M/T: Monika Awanesjan, Emma Asatrjan                                                                        | Schokoladenfabrik         | 69     |
| 07.   | 02       | Aserbaidschan  | Aserbaidschanisch, Englisch | Rustam Karimow   | Me And My Guitar M: Dmitry Saratsky; T: Murad Arif                                                                       | Ich und meine Gitarre     | 66     |
| 08.   | 10       | Niederlande    | Niederländisch, Englisch    | Mylène & Rosanne | Double Me M/T: Mylène Waalewijn, Rosanne Waalewijn, Tjeerd P. Oosterhuis                                                 | Doppeltes Ich             | 59     |
| 09.   | 01       | Schweden       | Schwedisch                  | Eliias           | Det är dit vi ska M/T: Elias Elffors Elfström                                                                            | Das ist, wohin wir gehen  | 46     |
| 10.   | 04       | San Marino     | Italienisch                 | Michele Perniola | O-o-O Sole intorno a me M: Antonio Carozza, Massimiliano Messieri; T: Michele Perniola, Piero Romitelli, Antonio Carozza | O-o-O Sonne um mich herum | 42     |
| 11.   | 08       | Moldau         | Rumänisch, Englisch         | Rafael Bobeica   | Cum să fim M/T: Eugen Doibani                                                                                            | Wie zu sein               | 41     |
| 12.   | 05       | Nordmazedonien | Mazedonisch                 | Barbara Popović  | Ohrid i muzika (Охрид и музика) M/T: Barbara Popović                                                                     | Ohrid und Musik           | 19     |

### Zurückkehrende Interpreten
| Land    | Interpret   | Vorheriges Teilnahmejahr              |
| ------- | ----------- | ------------------------------------- |
| Belarus | Ilja Wolkow | 2012 (Begleittänzer von Egor Zheshko) |

## Punkteverteilung
KJ = Kid′s Jury
|      |                                          | Ergebnis |    |    |    |    |    |    |    |    |    |    |    |    |    |
| Pkt. | KJ                                       | SE       | AZ | AM | SM | MK | UA | BY | MD | GE | NL | MT | RU |    |    |
| Land | Schweden                                 | 46       | 1  |    | 4  | 3  | 5  | 1  | 2  | 5  | 6  | 1  | 4  |    | 2  |
| Land | Aserbaidschan                            | 66       | 4  | 7  |    |    | 2  | 2  | 10 |    | 3  | 10 | 3  | 6  | 7  |
| Land | Armenien                                 | 69       | 3  | 4  |    |    | 4  | 4  | 5  | 2  | 4  | 12 | 6  | 8  | 5  |
| Land | San Marino                               | 42       | 5  | 2  | 2  | 4  |    |    | 1  | 3  | 2  | 3  | 2  | 2  | 4  |
| Land | Mazedonien                               | 19       |    | 1  | 1  | 2  |    |    |    | 1  |    |    | 1  | 1  |    |
| Land | Ukraine                                  | 121      | 8  | 10 | 10 | 8  | 12 | 8  |    | 12 | 7  | 7  | 7  | 12 | 8  |
| Land | Weißrussland                             | 108      | 10 | 5  | 6  | 6  | 6  | 7  | 8  |    | 10 | 8  | 8  | 10 | 12 |
| Land | Moldau                                   | 41       |    | 3  | 3  | 1  | 3  | 3  | 3  | 4  |    | 4  |    | 4  | 1  |
| Land | Georgien                                 | 91       | 7  |    | 8  | 7  | 10 | 10 | 6  | 7  | 8  |    | 5  | 5  | 6  |
| Land | Niederlande                              | 59       | 2  | 6  | 5  | 5  | 1  | 5  | 4  | 6  | 1  | 2  |    | 7  | 3  |
| Land | Malta                                    | 130      | 12 | 8  | 7  | 10 | 7  | 12 | 12 | 10 | 12 | 6  | 12 |    | 10 |
| Land | Russland                                 | 106      | 6  | 12 | 12 | 12 | 8  | 6  | 7  | 8  | 5  | 5  | 10 | 3  |    |
| Land | Jedes Land erhält automatisch 12 Punkte. |          |    |    |    |    |    |    |    |    |    |    |    |    |    |

### Statistik der Zwölf-Punkte-Vergabe
| Anzahl | Land     | erhalten von                                             |
| ------ | -------- | -------------------------------------------------------- |
| 5      | Malta    | Kid′s Jury, Nordmazedonien, Moldau, Niederlande, Ukraine |
| 3      | Russland | Armenien, Aserbaidschan, Schweden                        |
| 3      | Ukraine  | Malta, San Marino, Belarus                               |
| 1      | Armenien | Georgien                                                 |
| 1      | Belarus  | Russland                                                 |

- Alle Länder erhielten zu Beginn 12 Punkte, weshalb kein Land 0 Punkte erreichen konnte. Vladislav Yakovlev, der neue Supervisor des JESC, vergab diese Wertungen.

### Zurückgezogene Länder
- Albanien – Radio Televizioni Shqiptar (RTSH) sagte wegen finanzieller Probleme und dem letzten Platz in Amsterdam im Vorjahreswettbewerb am 25. September 2013 für den JESC 2013 ab.[1]
- Belgien – Der flämische Fernsehsender Vlaamse Radio- en Televisieomroep (VRT) verzichtete auf eine Teilnahme am Junior Eurovision Song Contest. Da der bisherige Vorentscheid Belgiens für den Junior Eurovision Song Contest so erfolgreich in Belgien selbst war, fokussierte man sich darauf, diese Show für Kinder intern weiter zu veranstalten.[2]
- Israel – Am 21. Oktober meldete ESC+, dass die IBA nicht in Kiew teilnehmen wird.[3]

### Andere Länder
- Bulgarien – Der bulgarische Sender Bulgarian National Television (BNT) gab bekannt, dass man 2013 nicht zurückkehren wird. Jedoch plane man die Rückkehr zum Wettbewerb schon in naher Zukunft.[4]
- Finnland – Der finnische Fernsehsender Yleisradio (YLE) hatte zunehmend Interesse am Wettbewerb gezeigt, sodass das Land schon am Junior Eurovision Song Contest 2012 teilnehmen wollte, jedoch seine Teilnahme aufgrund von Unstimmigkeiten im Reglement wieder zurückzog. Nun gab man bekannt, dass sich nichts verändert habe und man weiterhin viele Gründe gegen eine Teilnahme vorzuweisen hat. Trotzdem schließt der Sender eine zukünftige Teilnahme nicht aus.[5]
- Lettland – Auch der lettische Rundfunk Latvijas Televīzija (LTV) wird 2013 nicht teilnehmen, nachdem man beim Junior Eurovision Song Contest 2011 den letzten Platz belegte. Jedoch plant man die Rückkehr zum Wettbewerb in naher Zukunft.[4]
- Litauen – Audrius Girzadas vom litauischen Fernsehen (LRT) gab bekannt, dass man aufgrund höherer Hotelkosten und zusätzlichen Kosten (u. a. die Regelung, dass Punktansager vor Ort sein müssen) nicht teilnehmen kann.[6]
- Portugal – Wegen der Realisierung des Kinderfestivals "Little Singers Gala" in Figueira da Foz wird auch der portugiesische Sender Rádio e Televisão de Portugal (RTP) nicht zurückkehren.[7]
- Spanien – Yago Fandiño, Beauftragter des Kinderprogramms bei TVE sagte am 7. September 2013, dass er sich im Dialog mit der EBU bezüglich einer Rückkehr zum Wettbewerb befinde. Er erklärte, dass er nach der Reformierung des Wettbewerbs durch die EBU nun die Initiativen eines Formats für junges Publikum überprüfe. Wenn die Erwartungen erfüllt wären würde das Land wahrscheinlich zurückkehren, so Fandiño. Schlussendlich entschloss man sich zumindest für 2013 nicht zu einer Teilnahme.[8]
- Zypern – Der zypriotische Rundfunk CyBC hatte umfangreiche finanzielle Unterstützung von der EBU und dem ukrainischen Sender NTU zugesichert bekommen und sich trotz bereits ermitteltem Beitrag gegen die Teilnahme entschieden. Zypern war somit das bis dato nicht bekannte möglicherweise teilnehmende dreizehnte Land. Im Oktober hatte man bereits bekanntgegeben, auch beim Eurovision Song Contest 2014 nicht teilnehmen zu können.[9]